# Arismendi (Barinas)
Pour les articles homonymes, voir Arismendi.
Arismendi est l'une des douze municipalités de l'État de Barinas au Venezuela. Son chef-lieu est Arismendi. En 2011, la population s'élève à 23 727 habitants.

## Géographie

### Subdivisions
La municipalité est divisée en quatre paroisses civiles avec, chacune à sa tête, une capitale (entre parenthèses) : 
- Arismendi (Arismendi) ;
- Guadarrama (Guadarrama) ;
- La Unión (La Unión) ;
- San Antonio (San Antonio).